# New York Taxi and Limousine Commission
New York Taxi and Limousine Commission är en av New Yorks myndigheter inom New York City Department of Transportation, som är mest känd för sitt ansvar för drygt 13000 taxibilar som är verksamma i staden. Dessutom övervakar de över 40000 andra fordon som pendlingbilar mm.
Taxibilar i New York med sin utpräglande gula färg på alla taxibilar, är en symbol för staden. Taxibilarna drivs av privata företag och är licensierad av New York Taxi and Limousine Commission.